# Lars Zebroski
Lars Zebroski (12 de janeiro de 1941 — 10 de janeiro de 1998) foi um ciclista olímpico estadunidense. Representou sua nação nos Jogos Olímpicos de Verão de 1960.